# Barbizon
Barbizon je občina in mesto v departmaju Seine-et-Marne v severni-osrednji Franciji. Leži v bližini Fontainebleauškega gozda. Občina ima 25 tako imenovanih upravnih krajev.
Prebivalci se kličejo Barbizonais.
Barbitio se omenja leta 808 v dokumentu o Karlu Velikem. Komuna se omenja leta 1222 pod imenom Barbuison in leta 1392 pod imenom Barbiron. 
Mesto je postalo neodvisno 20. novembra 1903, po ločitvi od Chailly-en-Bière.

## Zgodovina umetnosti
Leta 1830 je tukaj nastala barbizonska slikarska šola, ki je dobila ime po vasi. NJeni predstavniki so zapustili akademski način slikanja pokrajine v ateljeu in prešli na delo v naravo, kamor so prinesli pribor in platno in slikali motive v naravi v različnih obdobjih dneva, leta, svetlobe, itd.. 
Théodore Rousseau in Jean-François Millet, voditelja šole, sta si omislila v vasi tudi dom in tukaj tudi umrla.
- Ovčar, mesečina, Jean-François Millet.  The Walters Art Museum.
- Pobiralci krompirja,  Jean-François Millet.  The Walters Art Museum.

Že v 1850-ih so se tujci iz cele Evrope, Rusije, ZDA vpisali v pariške delavnice in se pridružili svojim francoskim prijateljem ter prišli v Barbizon slikati.
Po letu 1875 so se Francozi prvotnega jedra v sestavi Jean-Baptiste Camille Corot, Charles-François Daubigny, Alexandre-Gabriel Decamps, Narcisse Diaz de la Peña, Jules Dupre, Charles Jacque, Jean-Francois Millet, Theodore Rousseau, Constant Troyon, razšli.
Toda od leta 1863 se je mlada generacija kot so Claude Monet, Auguste Renoir in Alfred Sisley, podala na romanje v Fontainebleauški gozd po stopinjah stare, barbizonske šole, da bi prevzela in ustvarila novo vizijo narave.
Takrat v Barbizonu ni bilo veliko slikarjev ampak pisatelji, filozofi, pevci in komiki: Jean Galtier-Boissière, Gabriel Séailles ... Namnožili so se hoteli in restavracije. Do takrat je bil Barbizon le zaselek z manj kot 300 prebivalci, dnevnimi delavci in drvarji. Sosednji Chailly-en-Bière je bil do takrat edino pomembno mesto z mestno hišo, župnijo, pokopališčem in vsem koristnim za življenje okoli tisoč prebivalcev.
Železnica je od 1850-ih omogočila dostop do Meluna ali Fontainebleauja še hitreje, četudi je manjkajočih deset kilometrov prišlo šele pred koncem 19. stoletja. Tako je Barbizon postopoma izpodrinil Chailly, najprej zaradi pritoka obiskovalcev, pa tudi zaradi kakovosti svetovljanske družbe slikarjev, pisateljev in glasbenikov. In vendar, kljub mednarodnemu slovesu, ki so ga Barbizonu podelili njegovi slikarji, je cerkev na najbolj znani sliki Jeana-Françoisa Milleta iz Chaillyja. In ne nazadnje ležita drug ob drugem, na pokopališču v Chailly, dva velika prijatelja, ki sta Barbizonu omogočila slavo, Jean-François Millet in Théodore Roussea.

## Mednarodne povezave
Barbizon je pobraten z:
- East Bergholt, Anglija
- Szentendre, Madžarska

In ima prijateljske vezi z:
- Asago, Hyōgo prefektura, Japonska